# Santiz
Santiz es un municipio y localidad española de la provincia de Salamanca, en la comunidad autónoma de Castilla y León. Se integra dentro de la comarca de la Tierra de Ledesma. Pertenece al partido judicial de Salamanca y a la Mancomunidad Comarca de Ledesma.
Su término municipal está formado por un solo núcleo de población, ocupa una superficie total de 27,05 km² y según los datos demográficos recogidos en el padrón municipal elaborado por el INE en 2017, cuenta con una población de 242 habitantes.
Es limítrofe de la vecina provincia de Zamora y de su comarca de Sayago, con la que comparte paisaje, historia, cultura y tradiciones. Los montes de la localidad esconden ejemplares de encina y alcornoque, pero también de robles y quejigo que junto con matorral bajo de cantuesos, escobas, jaras y piornos ha formando en conjunto un apacible paisaje natural. En este paisaje descuella el denominado «alcornoque gordo de la Calahorra» que, con cerca de seiscientos años de vida, forma parte de la «Ruta de las Catedrales Vivas».

## Toponimia
El topónimo Santiz es considerado como un hagiotopónimo, es decir, un vocablo del léxico religioso convertido en topónimo. Los hagiotopónimos pueden denominar un lugar tanto según el nombre propio de un monasterio, como según el nombre del patrón de la iglesia local o los representantes de la iglesia. Por lo general, los hagiotopónimos españoles más frecuentes son los que se derivan de patrones eclesiásticos. Este sería el caso de Santiz, que algunos autores lo hacen derivar de las palabras latinas «Sanctus Thyrsus», es decir, de San Tirso. El mismo origen es dado para las localidades de Santiso y de Santotís. El gentilicio de los habitantes de Santiz es santiceño/a.

## Geografía
El municipio de Santiz está situado en la zona noroeste de la provincia de Salamanca, a 38 km de la ciudad de Salamanca, la capital provincial. Perteneciente a la comarca de la Tierra de Ledesma, encontrándose situado en su extremo norte, siendo su término municipal limítrofe con la vecina provincia de Zamora y con la comarca de la Sayago de esta última provincia, con las que comparte características e historia.
El casco urbano se asienta en la base de la falda del Teso Santo (984 m sobre el nivel del mar), que a su vez es el punto más alto de las localidades de la zona. El Teso Santo se encuentra en el norte del municipio, haciendo de línea divisoria, entre las provincias de Zamora en su lado oeste y Salamanca por la parte este.
Dentro del término municipal de Santiz nace el Arroyo de Izcala, que trascurriendo por el norte de Valdelosa, llega al municipio de Topas, donde desemboca en el Arroyo de San Cristóbal. Toda esta agua llega al río Tormes a través de la Rivera de Cañedo.
En el término municipal podemos encontrar pinos, alcornoques, robles rebollos, quejigos, encinas y jarales lo que constituye un sistema de bosque mixto. En Santiz se encuentra el mayor alcornocal (Quercus suber) de la provincia de Salamanca.
El 1 de febrero de 1997 se realizó en Santiz una concentración parcelaria. La zona afectada fue de 2563 hectáreas, aportadas por 271 propietarios, en 4650 parcelas. Se atribuyeron 498 fincas de reemplazo.
| Noroeste: Escuadro (Zamora)           | Norte: Peñausende (Zamora)  | Noreste: Mayalde (Zamora) |
| Oeste: Alfaraz de Sayago (Zamora)     |                             | Este: Valdelosa           |
| Suroeste: Moraleja de Sayago (Zamora) | Sur: Palacios del Arzobispo | Sureste: Zamayón          |

## Historia
En el Teso Santo se han encontrado restos arqueológicos prerromanos del siglo VI a. C. y de época romana. El estudio de estos restos ha revelado que hubo un asentamiento romano y una ermita.
Se desconoce el momento histórico en el que surge la población de Santiz, aunque hay documentación de la primera mitad del siglo XII en la que se mencionan algunos lugares cercanos, como son Zamayón y Zamocino.
Cabe vincular su origen con la repoblación que el rey de León Fernando II mandó para Ledesma en 1161, pero la mención a Santiz que recoge el fuero de la villa de Ledesma hace pensar en su previa existencia como uno de los puntos del alfoz ledesmino: “…en sommo del sierro de Pennagusende e en Santiz e de termina Alfaraz et Pennela e con la Almexnal…”
Durante la Edad Media, Santiz fue uno de los territorios disputados por las diócesis de Zamora y de Salamanca, estando incluidas ambas, no obstante, en el Reino de León. En la controversia medió la mitra compostelana, que también tenía intereses en la zona, ya que poseía el lugar de Palacios del Arzobispo, población situada a tan solo cuatro kilómetros de Santiz. El deslinde entre ambas diócesis fue resuelto por bula del papa Alejandro III en 1170, aunque no fue hasta 1185 cuando definitivamente se zanje tras el consentimiento de los obispos implicados, Vidal por Salamanca y Guillermo por Zamora. Ambos cabildos delimitaron sus jurisdicciones, de forma que Santiz perteneció a la diócesis de Zamora.
En 1223 estaba adscrita a la Orden de San Juan de Jerusalén, y por tanto en régimen de señorío. Esta situación se recoge en un documento que describe el territorio de la bailía de Ledesma, siendo su comendador Pedro Fernández. En ese mismo año el Hospital entregará todas estas posesiones, en usufructo vitalicio, a doña Guntroda. Años después, la posesiones retornan a manos de la Orden, que vuelve a ejercer de nuevo el señorío.
La vinculación a esta orden militar y al obispado de Zamora marcó la historia de esta localidad durante siglos. Con la creación de las actuales provincias en 1833, Santiz quedó integrado en la provincia de Salamanca, dentro de la Región Leonesa, adscripción provincial que motivó que, ya en el siglo XX, Santiz fuese integrado en 1959 en la diócesis de Salamanca.

### El misterio del Teso Santo
En torno a este Teso Santo gira una leyenda urbana conocida en la localidad; Hubo una época en la que los habitantes de Santiz no acudían a la iglesia, por falta de tiempo, falta de costumbre y principalmente por ausencia de fe. El cura y el sacristán desesperados ante esta precaria situación intentaron remediarla. Para ello planearon en contra de sus principios algo para motivar a los feligreses, hacer creer que Jesucristo los había abandonado. Para ello, el Sr. Párroco llamó al sacristán una mañana y le mostró el hueco en el que solía estar la imagen de Jesucristo crucificado, pues esta figura ya no estaba allí. Le dijo a su fiel sacristán que hiciera correr la voz por el municipio, diciendo que Jesucristo los había abandonado porque no recibía visitas de parte de los santiceños y había supuesto que allí no se precisaba su ayuda. El sacristán no olvidó difundir además que era obvio que las cosas cambiarían sin la presencia de Jesús, pero que este no es rencoroso y siempre protegerá a sus hijos siempre y cuando vuelvan a visitar la casa del Señor y rezándole podría volver a la parroquia de la que se marchó. Pasan los días y es nula la respuesta, a la iglesia siguen acudiendo las mismas personas que acudían antes de la marcha de Jesucristo. El Sr. Párroco viendo que sus ideas no habían servido para hacer reflexionar a sus vecinos, decidió acudir a una solución segura y mandó al sacristán al Teso Santo, le entregó una vela, la que debería encender cuando escuchara la primera campana de la iglesia. El señor cura hizo sonar las campanas de la iglesia, lugar al que acudieron los santiceños, el cura les señaló la luz que había encendida en medio del monte, convenció a los feligreses que era una señal de Dios y debían de correr todos hasta el lugar del que provenía (de un monasterio que había en dicho monte, actualmente en ruinas). Cuando llegaron la luz de la vela ya se había apagado, y el cura removió entre la tierra (en un lugar ya preconcebido) y allí, envuelto en un paño estaba la imagen que había desaparecido de la iglesia hacía algún tiempo. Este hecho devolvió a los feligreses la necesidad y la fe.
Esta es una de las razones por las que el Teso Santo recibe este nombre, y esta leyenda urbana forma parte de la historia de Santiz.

## Geografía humana

### Demografía
Cuenta con una población de 229 habitantes (INE 2024).
| Gráfica de evolución demográfica de Santiz entre 1842 y 2021                                                                                                |
| |
| Población de derecho según los censos de población del INE Población de hecho según los censos de población del INEEn este censo se denominaba Sontiz: 1857 |

### Economía
Santiz es una localidad eminentemente agraria, con predominio ganadero, ya que la agricultura está asociada a los pastos y forrajes. El número de explotaciones ganaderas ha ido disminuyendo con los años y cada vez quedan menos explotaciones de carácter familiar dejando paso a medianas explotaciones intensivas de vacas lecheras, porcino y ovino lechero. La economía de la zona se completa con el sector de la construcción, al que pertenecen un gran porcentaje de santiceños.
Santiz pertenece a la denominación de origen de la Tierra del Vino de Zamora, siendo una de las diez localidades salmantinas que están incluidas en esta comarca vitícola zamorana.
Parque eólico Teso Santo
En el término municipal de Santiz se encuentra el parque eólico Teso Santo (que afecta también al municipio de Palacios del Arzobispo). Este complejo cuenta con 25 aerogeneradores, con una potencia unitaria de 2000 kW, lo que suponen una potencia conjunta de 50 MW. Estos aerogeneradores están compuestos por torres metálicas troncocónicas de acero, de 78 m de altura, rotor tripala de 90 m de diámetro y transformador interior de 2100 KVA, con relación 690 V/30 KV. El parque eólico también cuenta con una Subestación Transformadora elevadora de tensión de tipo intemperie, con un transformador de 50 MVA de potencia y relación nominal 220/30 KV, con regulación de tensión. La energía producida en el parque eólico se evacúa mediante una línea eléctrica aérea de 220 KV, con una longitud de 59,6 m y conductor LA-455, a la línea Villamayor-Villalcampo de 220 KV en la subestación transformadora.

## Símbolos

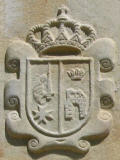
Escudo de Santiz en piedra

### Escudo
El escudo heráldico recoge parte de la historia de Santiz. Está timbrado por la corona real, la cual tiene un cerco o cintillo, forrado por gules de color rojo, y oro cubierto de perlas y piedras preciosas, realzado de ocho florones entre las que se interponen ocho puntas rematadas por perlas en sus puntas. Está dividido en dos blasones, donde se encuentra la Cruz de Malta o Cruz de la encomienda de la Orden de San Juan de Jerusalén, a la que antiguamente perteneció el municipio, la fachada de un palacio o fortaleza que existió en Santiz, y un brazo vestido alzando la espada, el cual representa al Arcángel San Miguel, patrón de este municipio.
Este escudo está tallado en una gran piedra incrustada en la parte superior de la fachada principal del ayuntamiento de la localidad.

### Bandera
La bandera de Santiz es cuadrada, de proporciones 1.1, partida en el asta de verde y en el batiente de rojo. Cargada con el escudo municipal en el centro, de altura 1/3 de la altura de la bandera.

## Administración y política
| Partido político                         | 2019  | 2019  | 2019       | 2015  | 2015  | 2015       | 2011  | 2011  | 2011       | 2007  | 2007  | 2007       | 2003  | 2003  | 2003       |
| Partido político                         | %     | Votos | Concejales | %     | Votos | Concejales | %     | Votos | Concejales | %     | Votos | Concejales | %     | Votos | Concejales |
| Partido Popular (PP)                     | 76,92 | 140   | 5          | 73,33 | 143   | 5          | 60,47 | 130   | 4          | 47,51 | 105   | 3          | 29,26 | 67    | 2          |
| Partido Socialista Obrero Español (PSOE) | 17,58 | 32    | 0          | 15,38 | 30    | 0          | 25,58 | 55    | 2          | 51,58 | 114   | 4          | 0,87  | 2     | 0          |
| Ciudadanos (Cs)                          | —     | —     | —          | 23,59 | 46    | 0          | —     | —     | —          | —     | —     | —          | —     | —     | —          |
| Coalición SI por Salamanca (SI)          | —     | —     | —          | —     | —     | —          | 13,49 | 29    | 1          | —     | —     | —          | —     | —     | —          |
| Agrupación Independiente de Santiz (AIS) | —     | —     | —          | —     | —     | —          | —     | —     | —          | —     | —     | —          | 69,00 | 158   | 5          |

## Servicios
Santiz cuenta con un colegio público de educación infantil y primaria (situado en la calle Conde de Barcelona n.º 1). Este colegio evoca la infancia de todos y cada uno de los santiceños, decorado exteriormente con los dibujos que ellos mismos pintaron de pequeños y muy cuidado en su interior. Junto al colegio, y con acceso a él, se encuentra el pabellón polideportivo municipal, donde se realizan actividades deportivas y algunos festejos de la localidad, cuando las condiciones climatológicas impiden su realización en el exterior. Las actividades extraescolares son numerosas, entre las cuales destacan el fútbol, las sevillanas, el judo y las actividades de verano.[cita requerida]
En relación con la cultura, este municipio ha creado económica y moralmente a la compañía de teatro "Theatrum mundi", donde todos los actores son santiceños que actúan usualmente en Santiz, para el disfrute de todos los asistentes.[cita requerida]

## Cultura

### Patrimonio

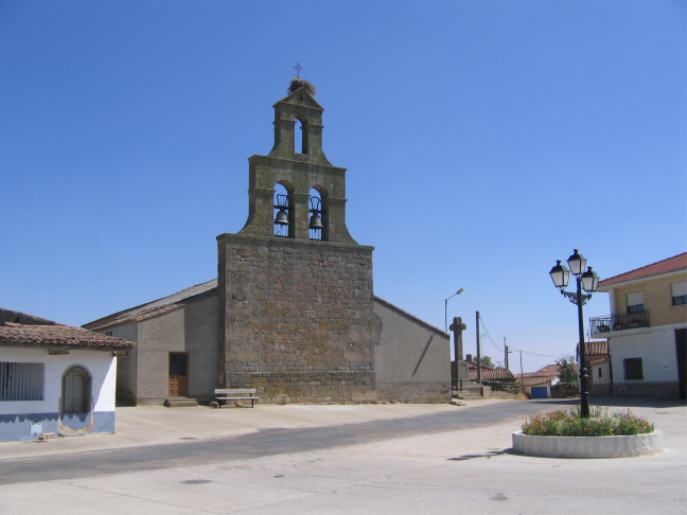
Iglesia de San Miguel Arcángel

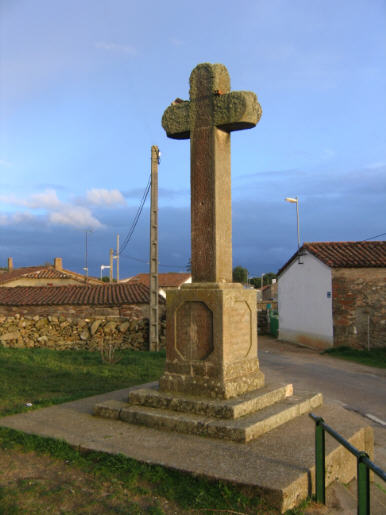
Crucero cercano a la iglesia

Iglesia parroquial de San Miguel Arcángel
Es la única parroquia del municipio, en la cual se realizan todos los actos religiosos. Fue construida en el último tercio del siglo XII en estilo románico y su nombre se debe al patrón del municipio, San Miguel Arcángel. Contiene numerosas tallas de gran valor, entre ellas la de San Miguel.
Se ubica en la zona más alta de la población, rodeada por el caserío y es el resultado de múltiples reformas y reconstrucciones, acometidas a partir de un primitivo edificio románico. Está erigida fundamentalmente a base de mampostería de granito, con algunos elementos de sillería y hoy se nos muestra como un templo de planta de salón, con amplia cabecera cuadrada y nave articulada en tres tramos, con estancias adosadas al norte y al sur, donde también se encuentra la portada, bajo pórtico, y con espadaña a los pies.
Es precisamente la portada, labrada en piedra de Villamayor, el mayor testimonio que queda de época románica. Situada a ras de muro, consta de arco de ingreso y dos arquivoltas, todo ello de medio punto, con dovelaje liso en el ingreso y sencillas decoraciones en las arquivoltas, que además son dobles, es decir, formadas por dos cuerpos de arco distintos e incluso con decoración independiente. La interior está formada por una primera rosca moldurada a base de boceles y una segunda con tacos rellenos de puntas de diamante, mientras que la exterior muestra un conjunto de dientes de sierra rematados en dobles bolas, con cintas perladas, trasdosada por una especie de chambrana con clípeos de rosetas hexapétalas.
El arco de ingreso y la arquivolta exterior descansan en pilastras con impostas ajedrezadas, mientras que la otra arquivolta lo hace en columnillas acodilladas sobre pequeño basamento, con basas de grueso toro inferior, fustes monolíticos y capiteles decorados con rudimentarias figuraciones: aves explayadas, bicéfalas, en el oriental y arpías en el occidental. Los cimacios también difieren entre sí, con dos felinos agazapados en el primer caso y con simple taqueado en el segundo. Sobre la portada se encuentran cinco canecillos que en otro tiempo debieron aguantar un desaparecido tejaroz. Todos ellos están decorados con la misma tosquedad de la portada, con un par de ellos que parecen responder a formas geométricas o tal vez a mutiladas representaciones zoomorfas, otro en el que aparece un personaje masculino que se levanta la túnica para mostrar el sexo, otro que representa a un animal –tal vez un leoncillo o un lobo– y un último con un contorsionista, con la cabeza amputada.
Otros elementos románicos son tres canecillos conservados en la cabecera, uno en el muro norte, muy deteriorado y dos más en el sur, uno de ellos totalmente destrozado y el segundo con decoración de rollos.
Parece que toda esta escultura responde a una misma mano ejecutora. Su trabajo, aunque difícil de calibrar cronológicamente, debió llevarse a cabo hacia el último tercio del siglo XII.
A modo de campanario, posee una espadaña con tres vanos, dos de ellos juntos, que superan la altura total de la iglesia, a los cuales se accede mediante una escalera desde el interior de la iglesia, y uno más pequeño, centrado encima de los anteriores. Tan solo los dos vanos de la parte inferior poseen campanas. Estas campanas son utilizadas para avisar a los santiceños de la celebración de actos litúrgicos, de sus diversos festejos o acontecimientos y para el aviso en caso de incendios. Dada la altura del campanario, las campanas pueden ser oídas desde cualquier parte del casco urbano e incluso de los alrededores. La parte superior de la espadaña acaba en un pináculo que contiene una cruz cristiana y un gran nido de cigüeña. En 2010 se realizó una restauración de la iglesia, en la que los vecinos, de manera desinteresada, tuvieron un papel fundamental.
A pie de calle y junto a la iglesia, se encuentra una gran cruz de granito que conmemora a los militares caídos. En la base de la cruz hay talladas inscripciones con los nombres de las personas conmemoradas.
Frontón

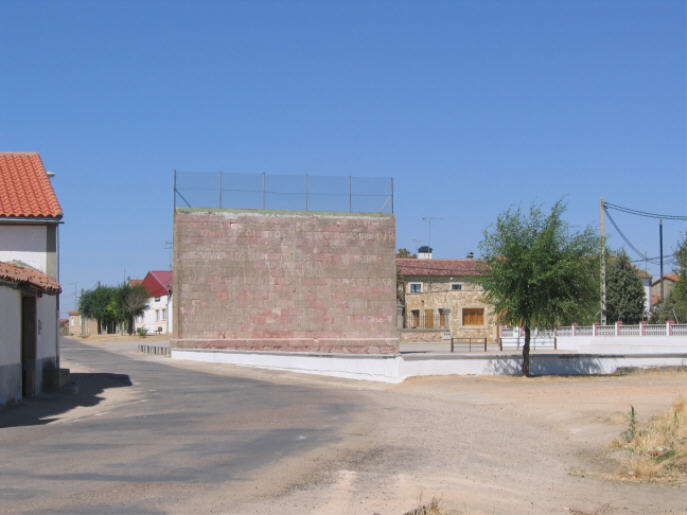
Frontón cara sur

Se encuentra en la céntrica plaza de la Constitución, lo que hace que sea un punto neurálgico de la localidad. Este antiguo frontón está construido en piedra y posee 12 m de altura por 28 metros de largo y, aproximadamente, un metro de grosor en su base. Se cree que su construcción se realizó entre 1880 y 1900.
La cara sur está habilitada para la práctica de numerosas actividades, entre las que destacan la pelota mano, el frontón, fútbol y baloncesto.
La cara norte, que también se puede emplear como frontón, es utilizada en la festividad de Reyes (6 de enero) para escribir en ella las iniciales de los quintos de ese año, tradición que se lleva practicando desde hace más de 40 años y que evoca a las generaciones militares, cuando se despedían de su querido pueblo antes de marchar al servicio militar.
Además, dispone de gradas alrededor de él, lo que permite la celebración de actos festivos.
Fuente del caño
Es una fuente de agua potable situada en las inmediaciones del municipio. Dispone de un pequeño chorro de agua que está corriendo todo el año, y que es utilizado por los habitantes del municipio para su consumo particular por su gran calidad y sabor. Junto al caño, se encuentra un gran espacio recreativo que dispone de barbacoas y una zona infantil.

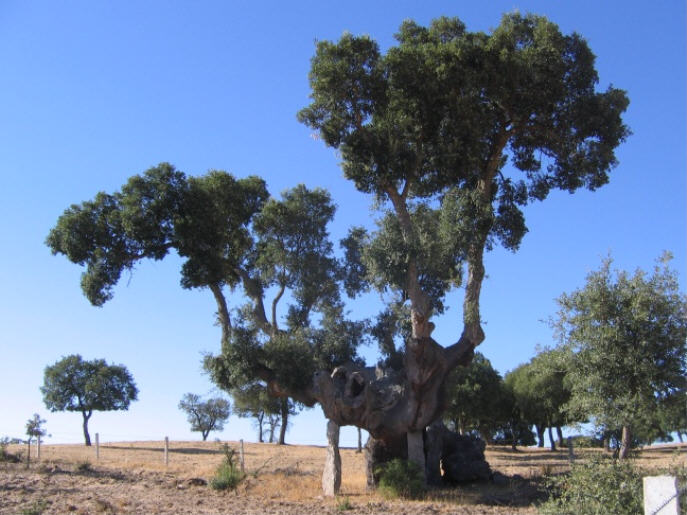
Alcornoque Gordo de La Calahorra
Se trata de un ejemplar centenario de alcornoque, al que se le calcula una edad de alrededor de 600 años. Tiene un perímetro basal de 7,40 m, una altura de 11 m y se encuentra a 886 m sobre el nivel del mar. Este alcornoque forma parte de los de los dichos y costumbres populares de la localidad, ya que se dice que a través de los huecos de su resquebrajado tronco, venían al mundo los nuevos infantes. Algunas de sus viejas ramas fueron apuntaladas con grandes hincones por parte de un vecino del municipio (Melchor Juan del Arco), en los primeros años de la década de los sesenta. Este árbol forma parte de la Ruta de las Catedrales Vivas y se ha solicitado su inscripción en el Catálogo de Especímenes de Singular Relevancia de Castilla y León.
Museo Etnográfico
Inaugurado el 31 de julio de 2022, es el primer museo etnográfico de la comarca dedicado a los oficios de la agricultura y la ganadería. El edificio es de nueva construcción, está diseñado en planta baja (130 m2) y es totalmente accesible. Contiene todo tipo de aperos agrícolas y ganaderos que han sido cedidos por los vecinos de la localidad para dotar con contenido al recinto cultural. Se calcula que el museo etnográfico cuenta con más de un centenar de aperos y útiles entre los que hay desde yugos hasta arados, carros, maquinaria agrícola, cuadros, maquetas, etc.
Cordel de Ledesma a Zamora
Santiz cuenta con una vía pecuaria, denominada «cordel de Ledesma a Zamora». Su trazado entra en el término de Santiz procedente del término municipal de Alfaraz de Sayago (Zamora), y de sudoeste a nordeste, lo atraviesa para entrar en Viñuela de Sayago, localidad perteneciente al término municipal de Alfaraz de Sayago. Tiene una longitud de 2.224 m, una anchura legal máxima de 37,5 m (variable a lo largo de su recorrido) y ocupa una superficie total aproximada de 83,4 ha.

### Festividades
San Miguel
El 29 de septiembre se celebran las fiestas en honor a San Miguel Arcángel. Durante su celebración, se realizan numerosas actividades, como juegos para niños, concursos de tortillas, campeonatos, actos deportivos (festival de pelota mano) y culturales como la tradicional cucaña, pasacalles con tamborilero, verbenas amenizadas con orquestas, exhibición de bailes charros, elección de reina de las fiestas y presentación de las peñas. Además de celebrar la Santa Misa en honor al patrón, San Miguel, en la iglesia parroquial.
Bendito Cristo
Se celebra el 14 de septiembre y está organizada por los 33 cofrades del Bendito Cristo. Es complicado ingresar en esta cofradía, existiendo largas listas de espera para poder llegar a formar parte de la misma. Después de la misa, se celebra la tradicional rifa del bollo maimón.
Verano
A mediados del mes de agosto se celebran unos festejos de los que disfrutan, además de los santiceños, los numerosos veraneantes del municipio.
Santa Águeda
Se celebra el 5 de febrero y está organizada por las mujeres de la localidad. Es tradición que las mujeres pidan propinas a los hombres. Durante todo el día y la noche se celebran festejos.
Reyes
La noche anterior al día de Reyes, Santiz se viste de fiesta, para acoger a los quintos de ese año con una gran hoguera en el centro del pueblo, donde bien entrada la noche, los quintos invitan a todos los asistentes a chorizo y costilla asada, acompañados del buen vino de la tierra. Es tradición que los quintos junto con los acompañantes, aguanten despiertos toda la noche para ir a pedir por las casas, durante la mañana de Reyes. Después van a la misa que se celebra ese día, para realizar una ofrenda al Niño Jesús.
El día de Reyes, la ilusión de los más pequeños se ve satisfecha por la presencia de los Reyes Magos, que se pasean en cabalgata por el municipio, repartiendo caramelos y regalos.
Lunes de aguas
El Lunes de aguas (lunes siguiente al Lunes de Pascua) es tradicional salir al campo a comer el hornazo. Esta tradición se da en toda la provincia de Salamanca. Durante este día las peñas de Santiz salen al monte y a los valles del municipio. Algunos de los lugares más característicos para comer el hornazo son el Portal de Belén, Sesenta-lobos, Las Tejoneras y Cardevilla.